# 亜鉛めっき
亜鉛めっき（あえんめっき）は、めっき工法の1種である。主に鉄の表面に施し、鉄よりもイオン化傾向の大きな亜鉛が優先的に腐食することで、鉄の腐食を抑制する。

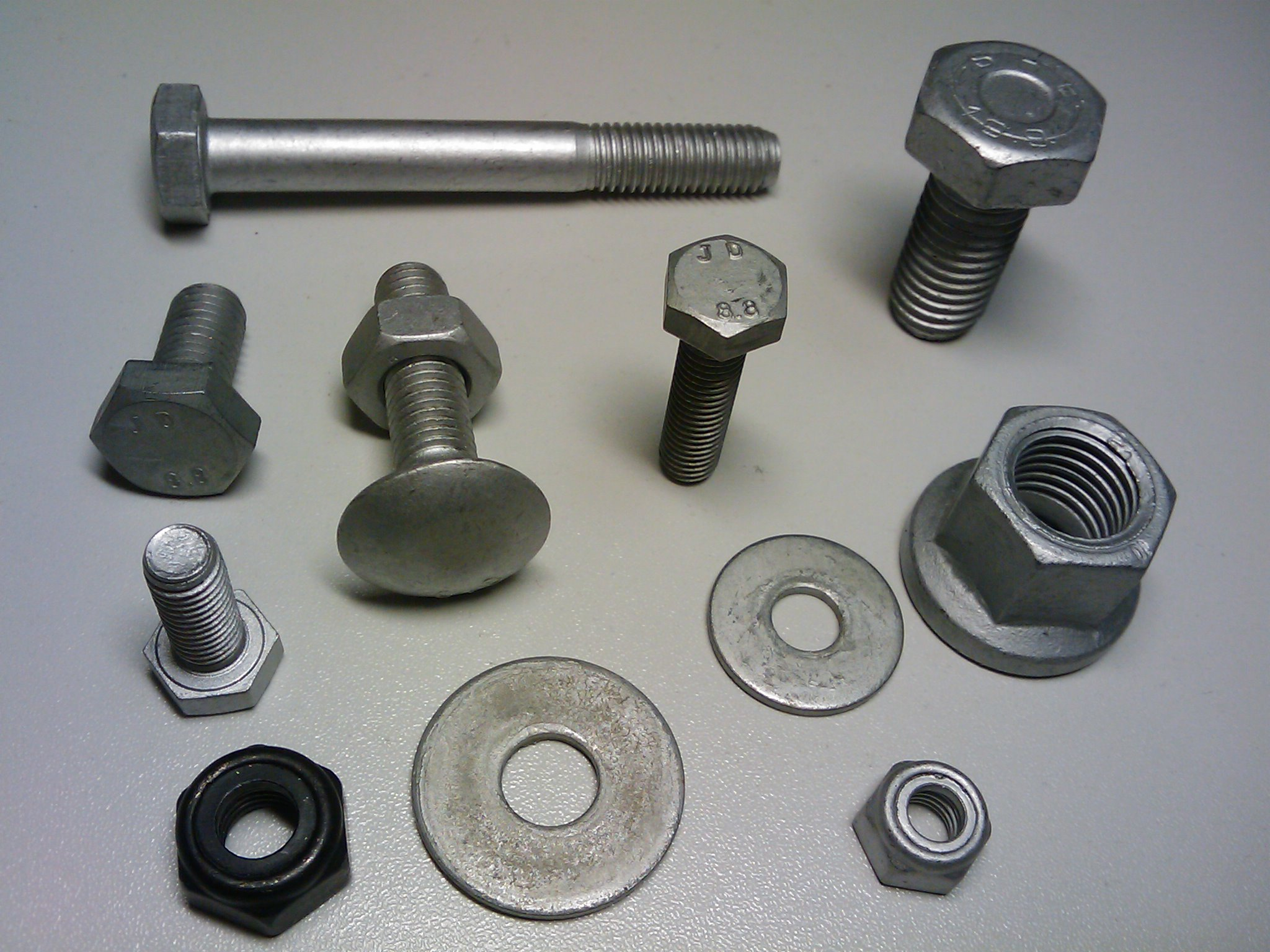
めっきを施したナット、ボルト等留め具

## 種類

### 電気亜鉛めっき
めっき液に鉄を浸漬して、電気を介して亜鉛をめっきする処理法のこと。めっき液は以下の3種が主に用いられる。
- 青化浴
- 酸性浴
- ジンケート浴

一般に各浴種ともめっき後、以下の化成処理（六価クロムを使用した場合のみクロメート処理）を施す。
- 光沢クロメート処理（1種）-いわゆるユニクロ
- 有色クロメート処理（2種）
- 黒色クロメート処理
- グリーンクロメート処理
- 耐蝕型3価クロム化成処理
- 外観型3価クロム化成処理
- 黒色3価クロム化成処理

### 溶融亜鉛めっき
高温で溶かした亜鉛に鋼材を浸し、鋼材の表面に皮膜をつくる処理法のこと。溶かした亜鉛を入れる槽に鋼材をつけるさまから「ドブづけめっき」や「てんぷらめっき」と呼ばれる事がある。

## 環境汚染
- 1970年、通商産業省が抜き打ちでカドミウムを使用している事業所の排水調査を実施。当時は排水処理を行わない工場が多く、特に電気亜鉛めっきを扱う工場排水から高濃度のカドミウムが検出され問題となった[1]。